# Gebänderte Waldschwebfliege

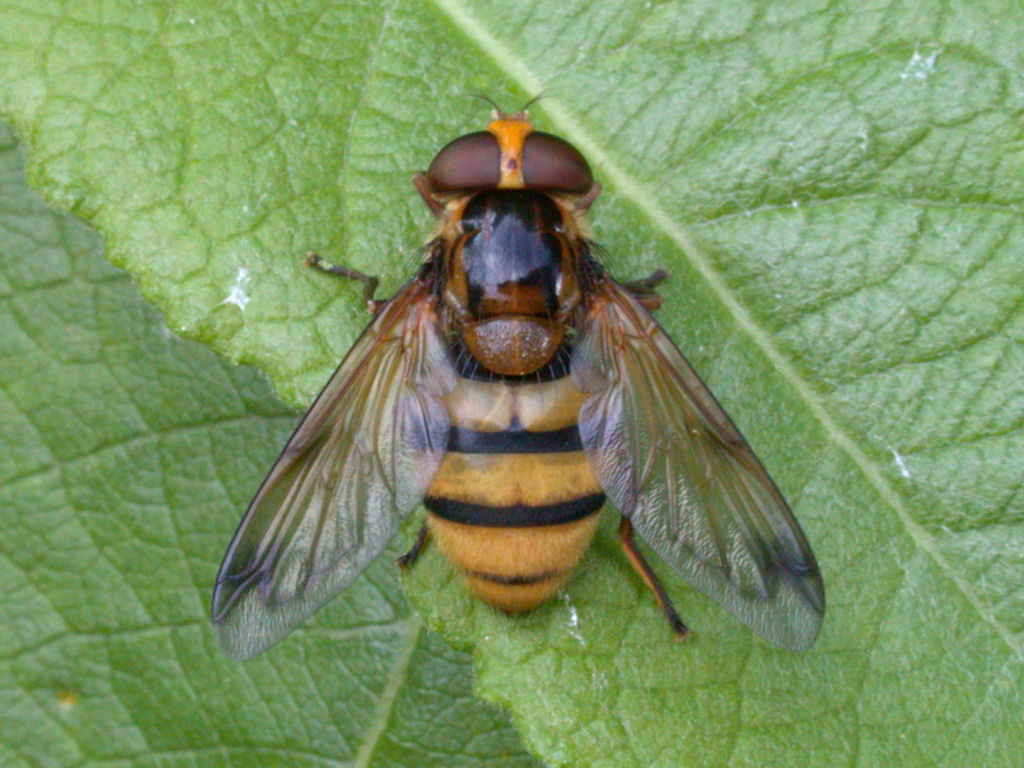
Gebänderte Waldschwebfliege

Die Gebänderte Waldschwebfliege oder Gelbe Hummel-Schwebfliege (Volucella inanis) ist eine Fliege aus der Familie der Schwebfliegen (Syrphidae).

## Merkmale
Die Gebänderte Waldschwebfliege erreicht eine Körperlänge von 14 bis 16 Millimetern und hat einen oval geformten Körper. Ihre Flügel sind an der Basis rostrot getönt und tragen nahe der Spitze einen verwaschen rauchig dunklen Fleck. Der Kopf ist unterhalb der Fühler eingedrückt, das gelbe Gesicht ist darunter stark hervortretend. Die weinroten Facettenaugen sind lang behaart, die der Weibchen sind nackt. Die Fühlerborste ist gefiedert. 
Das Mesonotum ist metallisch schwarz gefärbt, die Seiten sind gelb. Das Schildchen ist gelbbraun und trägt am Rand einige lange schwarze Haare. Das erste Glied des Hinterleibs ist schwarz, die übrigen sind gelb und besitzen insgesamt drei schwarze Querbinden. Zwischen dem ersten Hinterleibssegment und der ersten schwarzen Binde verläuft in der Mitte des Rückens eine schmale schwarze Verbindung, wodurch der erste gelbe Segmentring farblich schwach in zwei Teile getrennt wird. Die Beine sind rostrot gefärbt. 
Die Art ist leicht mit der größeren Hornissenschwebfliege (Volucella zonaria) zu verwechseln, die aber nur zwei dunkle Binden am Hinterleib trägt.

## Vorkommen
Die Tiere kommen in Europa östlich über Zentralasien bis nach Sibirien vom Flachland bis in hohe Lagen vor. Sie sind im Süden Mitteleuropas vielerorts häufig, im Norden dagegen selten. Man findet sie von Mai bis September in der Nähe von Wäldern an Blüten, wie beispielsweise an Acker-Kratzdisteln, Baldrian, Oregano, Liguster, Skabiosen, Ross-Minzen und an Doldenblütlern; sie bevorzugen aber den Farbton Rot. Die Larven entwickeln sich als Parasiten in den Nestern von Hornissen und Deutschen Wespen.